# Mario Merlino
Mario Merlino (Coronel Pringles, 1948-Madrid, 28 de agosto de 2009) fue un escritor y traductor literario de obras escritas en lengua portuguesa, italiana e inglesa (fundamentalmente).
Estudió en la Universidad de Bahía Blanca y tuvo un programa de radio con su amigo y coterráneo César Aira.
En 1976 a raíz del golpe militar debió exiliarse en España donde permaneció hasta su muerte por una dolencia hepática.
Tradujo, entre otros autores, a Jorge Amado, Lygia Bojunga Nunes, Chico Buarque, Marina Colasanti, Mia Couto, Rubem Fonseca, Fernando Gabeira, Paulo Lins, Clarice Lispector, António Lobo Antunes, Mario Lodi, Hélder Macedo, Ana María Machado, Eça de Queirós, Nélida Piñón, João Ubaldo Ribeiro y Miguel Torga ; a Gianni Rodari y Natalia Ginzburg, y a Allen Ginsberg.
Entre 1994 y 1995 introduce la cultura gay-lesbiana a través del ciclo "El saber gay" en el Círculo de Bellas Artes, junto a la poeta Noni Benegas.
En 2004 recibió el Premio Nacional a la mejor traducción por Auto de los condenados, de António Lobo Antunes.
Codirigió la revista de traducción literaria Vasos Comunicantes y fue presidente de ACE Traductores desde 2001 hasta su muerte. Textos suyos han aparecido en diversas antologías, por ejemplo, participó en la antología de relatos homoerótico Tu piel en mi boca (Egales, 2004) junto a Luis Antonio de Villena, Marcelo Soto, Lawrence Schimel, Norberto Luis Romero, Pablo Peinado, Eduardo Mendicutti, Antonio Jiménez Ariza, José Infante, Juan P. Herraiz, Francisco J. Gutiérrez, Luis G. Martín, Luis Deulofeu, Moncho Borrajo, Luis Algorri, Lluís Maria Todó y Leopoldo Alas Mínguez.

## Obras publicadas
Divulgación
- El medievo cristiano, 1978
- Cómo jugar y divertirse con fósforos, 1980
- Cómo jugar y divertirse con periódicos, 1980
- Manual del perfecto parlamentario, 1980
- Cómo jugar y divertirse con palabras, 1981
- Diccionario privado de Salvador Dalí, 1981

Poemarios
- Missa pedestris, 2000
- Libaciones y otras voces, 2004
- Arte cisoria, 2006